# Festa del Peix
La Festa del Peix va ser una celebració de caràcter festiu creada a principis del segle XX pel veterinari Francesc Darder i Llimona amb la intenció de repoblar diferents rius i estanys de Catalunya. La primera prova es va dur a terme a l'Estany de Banyoles l'any 1910. La festa consistia en el llançament d'alevins a l'aigua per part de les criatures mentre que diversos treballadors del Parc Zoològic de Barcelona llençaven milers d'exemplars transportats en aquaris. Paral·lelament al llançament de peixos a l'aigua, la festa es podia acompanyar d'altres elements. Així per exemple, a la Festa del Peix de Banyoles de l'any 1910, es va realitzar un cercavila que es va iniciar a la Casa Consistorial i es va dirigir fins a l'Estany i també es va fer coincidir amb una exposició de piscicultura a l'edifici de les escoles, edifici on cinc anys més tard seria inaugurat el Museu Darder.
L'any 1910 es van distribuir gratuïtament un total de 45407 exemplars de peixos provinents del laboratori Ictiogènic que Francesc Darder havia inaugurat al Parc Zoològic, del qual n'era director. Aquests exemplars es van distribuir en diverses Festes del Peix, tant a Terrassa, Roda de Ter (1913), Girona, Castellterçol, Ripoll, Capellades, Santa Perpètua, Banyoles i Cardona.
L'èxit de la celebració va animar-ne diverses rèpliques durant uns quants anys tant a Banyoles com a d'altres poblacions com Terrassa o Manresa. En el cas de Banyoles es té registre de l'alliberament de peixos a l'Estany en el marc de la Festa del Peix fins a l'any 1920 tot i que des de 1911 no formava part de cap acte festiu. A partir de 1980, a més, el record de la celebració va caure completament en l'oblit.

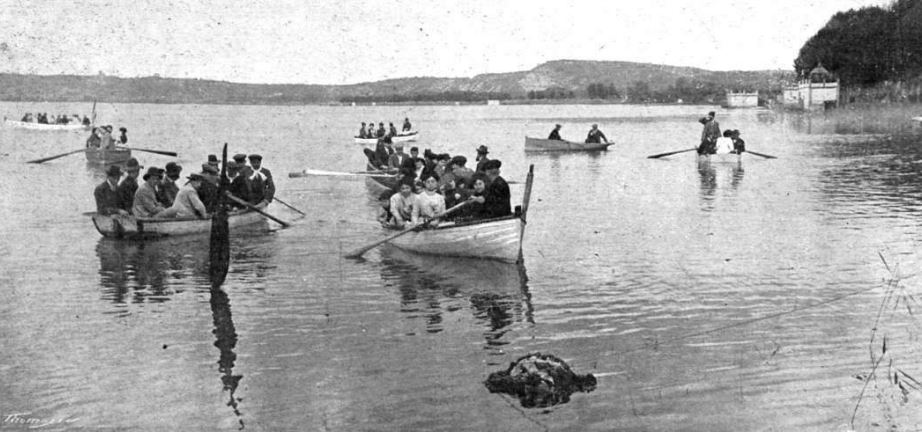
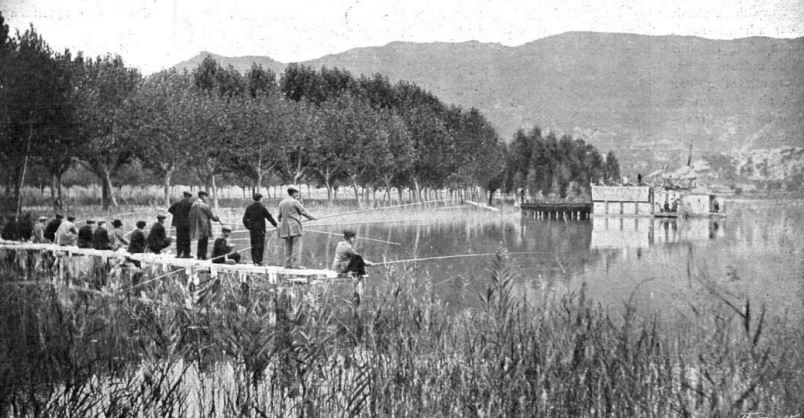
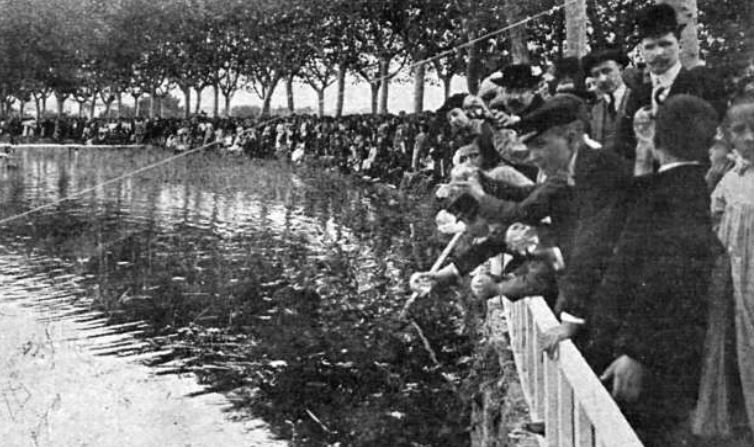